# 6e cérémonie des Boston Society of Film Critics Awards
La 6e cérémonie des Boston Society of Film Critics Awards, décernés par la Boston Society of Film Critics, a eu lieu le 26 janvier 1986, et a récompensé les films réalisés en 1985.

## Palmarès

### Meilleur film
- Ran

### Meilleur réalisateur
- John Huston pour L'Honneur des Prizzi (Prizzi's Honor)

### Meilleur acteur
- Jack Nicholson pour le rôle de Charley Partanna dans L'Honneur des Prizzi (Prizzi's Honor)

### Meilleure actrice
- Geraldine Page pour le rôle de Mme Carrie Watts dans Mémoires du Texas (The Trip to Bountiful)

### Meilleur acteur dans un second rôle
- Ian Holm pour ses rôles dans Wetherby, Dance with a Stranger, Brazil, Dreamchild

### Meilleure actrice dans un second rôle
- Anjelica Huston pour le rôle de Maerose Prizzi dans L'Honneur des Prizzi (Prizzi's Honor)

### Meilleur scénario
- La Rose pourpre du Caire (The Purple Rose of Cairo) – Woody Allen

### Meilleure photographie
- Ran – Takao Saitô et Shôji Ueda

### Meilleur film en langue anglaise
- L'Honneur des Prizzi (Prizzi's Honor)

### Meilleur documentaire
- Shoah